# История на Филипините
Историята на Филипините датира от 25 000 г.пр.н.е. Предполага се, че първите заселници на островите са от Борнео.

## Праистория и протоистория
Филипинският архипелаг е бил населен още през палеолита. Най-ранните човешки кости, открити на Филипините, са датирани отпреди 20 хил. години, но някои учени предполагат, че на островите е живял хомо сапиенс още преди 50 хиляди години. Ниски чернокожи хора, наречени негритос, предци на днешните итас, или филипинци-аборигени, идват от Средна Азия преди 30 хиляди години чрез сухоземни мостове от Борнео и Малайския архипелаг. Около 2 хил. години пр.н.е. хора, говорещи австронезийски, идват от Тайван и южен Китай с плавателни съдове или по съществуващи тогава земни мостове. 
Китайски търговци започват да посещават островите през VIII век. През XIV век мюсюлмански мисионери от Малайзия донасят исляма на Филипините. Част от южните острови са включени в султанат. На 15 март 1521 Магелан открива Филипините.

## Средновековие
През XI и XII век на бреговете на Филипините акостират многобройни мюсюлмански, японски и китайски търговски кораби, чиито моряци постепенно започнали да се заселват на островите. През XV век южните острови били ислямизирани вследствие на пристигането на многобройно мюсюлманско население от малайски произход, които създали свои собствени султанати.

## Испанското завладяване и колонизация
Португалският мореплавател Фернандо Магелан, плавайки под знамето на Испания, достига Филипините на 15 март 1521 г. Кръщава островите на товашния крал на испания, Филип. Той е посрещнат добре от повечето местни вождове, но те го въвличат в битка с друго местно племе, начело на което е днес считаният за национален герой на Филипините Лапу-Лапу. Няма сигурни данни как това е станало, но при битката на остров Мактан местното племе побеждава испанците и Магелан е убит. Въпреки това новината за новите земи е занесена в Испания. На 27 април 1565 г. испанският конкистадор Мигел Лопес Легаспи, заедно с още 500 въоръжени войници, установява първото испанско селище на остров Себу. Католически мисионери, придружавани от войници, започват да обикалят островите в търсене на хора и успяват да покръстят мнозинството от местните жители. Построени са множество църкви и укрепления. Градът Манила, днешната столица на Филипините, е основан от Легаспи през 1571 г. Скоро се установява регулярна морска линия между Манила и Акапулко, известна като Манилския галеон.<ref name=Worldmark/ >
Непоносими такси, наказания и други злодеяния, прилагани към местното население, пораждат единични случаи на бунтове в планинските части на северен Лусон и районите по крайбрежието. Мюсюлмани от южните острови на Минданао също оказват съпротива. Испанските сили са принудени да се бият с китайски пирати, японски, португалски, холандски и британски сили, проявяващи интерес към островите.
Племето игорот, населяващо северната планинска част на архипелага, ислямското население на юг, както и много други племена, се съпротивлявали срещу колонизирането. Голяма част от селското население запазила своя поминък. Благодарение на намесата на испанските монаси, те никога не били задължени да плащат данък на колонизаторите. Някои от въстанията на местното население, включително на китайската общност на островите, били потушавани с мирни средства именно от монасите. Историята на испанската колонизация на Филипините е подобна на тази на латиноамериканските страни. Въпреки това е налична защита на местното население от религиозните ордени. На Филипините са разположени на важни морски търговски пътища и служели като разпределителна база на стоките, които тръгвали от Югоизточна Азия към Испания. Подчинението на Филипините директно на вицекралството Нова Испания и създаването на Генерално Капитанство за Филипините. От друга страна испанското правителство в Манила администрирало Марианските острови, Палаос, Каролинас, Сабах и за кратко някои укрепления на бреговете на остров Формоза (днес Тайван).
Пристигането на испанците на Филипините спомогнало за обединяването в една държава на многобройните етнически групи населяващи архипелага. Европейските колонизатори донесли със себе си ралото и колелото, които не били познати до този момент. Товя спомогнало за образуването на градски центрове. Създават се множество  пристанища, мостове и пътища, което спомогнало за процъфтяването на островната и международната търговия. Испанските мисионери разпространяват католицизма, който днес е преобладаващата религия във Филипините и спомогнали за развитието на образователната система на острова, основавайки  училища и университети.
По време на Седемгодишната война островите са окупирани от британски войски, но договорът от Париж 1763 г. възстановява управлението на Испания и британците напускат през 1764 г.
Доминиканските монаси основали Университета Свети Томас през 1611 г., а йезуитите – Университета Свети Карлос през 1595 г. Днес съществува спор кой от тези два университета е най-старият в Азия. В по-важните градски центрове като Манила, Себу и Илоило в началото на 19 век испанският вече се използвал като основен език. Той бил използван и от образования слой на обществото на островната държава. През 1863 г. се създала безплатна образователна система, която спомогнала за създаването на креолски интелектуалци, метиси и коренни жители, които били наречени „Просветените“. Няколко години по-късно именно те участват активно в Революцията от 1890 г. Първите свидетелства за испано-филипинска литература датират от средата на 19 век. Този тип литература е в разцвета си през 20-те години на 20 век.
Националните освободителни движения започват в края на 19 век. Те се предвождат от кръга на „просветените“, които искат сами да определят съдбата на островната държава и се борят за пълна независимост. Други фракции биха се задоволили само с извоюването на право да избират и да бъдат избирани. Революцията за независимост започнала през 1896 година подстрекавана от испанското масонство, което имало ложи на островите. Водачът Андрес Бонифасио, лидер на въоръжената групировка бореща се за независимост, Катипунан се вдъхновява от идеите на младия масонски лекар Хосе Рисал изложени в двата му романа – Noli me tangere и El filibusterismo. На 12 юни 1898 година се обявява независимост. Конституцията, която се приема (известна като Малолската конституция) е написана на испански език и прокламира испанския за официален език на новата филипинска държава.
Филипините са управлявани от Мексико (тогава Нова Испания) до отварянето на Суецкия канал и провъзгласяване на независимостта на Мексико в началото на 19 век. От края на 16 век между Манила и Акапулко (Мексико) започва да се развива процъфтяваща корабна търговия.
През 1820 г. има работнически бунтове в страната заради икономическия монопол и насилствения труд върху местните от страна на Испания.
Отварянето на Суецкия канал през 1869 г. намалява значително времето за пътуване до Европа и много филипинци от горната класа получават образованието си там. Появяват се искания отначално за по-адекватно представителство в испанския парламент, а по-късно – и за независимост. Появява се тайно общество, поставящо си за цел да отхвърли испанската власт. Разкриването на това общество от испанците води до Филипинската революция (1896 – 1898). Много представители на филипинската интелигенция по това време са обвинени в конспирация и организиране на революцията и са екзекутирани без съд. Революцията свършва с примирие, а революционерите са изпратени в изгнание в Хонконг.
САЩ, които имали свои интереси на филипинския архипелаг (също така в Куба, Пуерто Рико, на остров Гуам и други испански острови в Тихия океан), обявяват война на Испания през 1898 година, която е спечелена от САЩ. Вследствие на нея Испания губи последните си задокеански колонии. Както вече се бе случило на Хаваите, САЩ се намесват във вътрешните борби на островите под предлога да запазят американските интереси във въстаналите територии. САЩ побеждават Испания с по-модерните за времето си морски въоръжени сили. Испанско-американската война от 1898 година завършва с Парижкия мирен договор подписан на 10 декември 1898 година. С него Филипините и всички колонии на испанската корона в Карибския регион преминават под управлението на САЩ.
През 1898 г. започва Испано-американска война, след която САЩ получава суверенитет над Филипините.

## Република
Между 1898 и 1911 г. – период, в който продължава Филипино-американската война, един милион филипинци са убити в борбата си да сложат край на американската окупация на островите предвождана от генерал Артър Макартър. Войната започнала, когато филипинците, след победата над Испания, не получили обещаната от САЩ независимост. Филипинците били победени от силната армия на САЩ и Малоската конституция, с която се обявявала Първата филипинска република с испански като официален език била отменена. След пълната победа на американците във филипино-американската война, започва съпротивата на средната испаноезична класа бореща се против налагането на английския език и ограничаването на използването на испанския, език който американците не допускали в политическия живот на страната и в образователната система. В този период, чак до 30-те години на 20 век, започнали да излизат различни вестници на испански език, които критикували политиката по отношение на испанския език на правителството на САЩ.
В началото на Тихоокеанската война като част от Втората световна война, Филипините били окупирани от Япония. За начална дата на окупацията се приема 8 декември 1941 г. По време на борбата срещу японската власт се зародило движението Хук, което било подкрепено от селското население и се борело за идеите на социалистическото движение. След първоначалните си неуспехи, САЩ успява да неутрализира Япония от тази територия и Филипините преминават под управлението на генерал Дъглъс Макартър. САЩ признават независимостта на Филипините през 1946 г.
През 1961 г. Фердинанд Едралин Маркос е избран за президент, чието управление потиска мюсманите. Според приетата през 1935 г. конституция, Маркос не може да е президент три пъти. По тази причина той обявява военно положение в страната през 1972 г. Тогава той организира акции по заловяване на политическите му опоненти, някои от които остават в затвора за няколко години. През 1973 г. Маркос обявява нова конституция. Тогава той назначава роднини и приятели за министри. Военното положение е свалено през 1981 г. Въпреки това, Маркос отново печели изборите. В управлението си продължава да убива свои опоненти. Това е причина за масово недоверие към правителството, което довежда до масов въоръжен бунт на 21 февруари 1986. Президентът на САЩ, Роналд Рейгън обещава на Маркос амнистия ако напусне незабавно Филипините. Маркос се премества в Хавай.

### След Маркос
На 25 февруари 1986 Корасон Акино става президент. Нейното управление освобождава политическите затворници, възвръща на гражданските права и създава нова конституция. С тази нова конституция са проведени демократични избори на 11 май 1987 с 83% избирателна актвност. През този период се засилва присъствието на САЩ в региона. Под натиск от комуристическите преврати през 1989 г. Акино премахва военните бази на САЩ.
През 1990 г. Филипините са жертви на три големи природни бетствия. Това довежда до Филипино-Американките преговори за кооперация. То урежда въпросите между двете страни, но предложението не е прието от Сената. През 1992 г. Акино предлага на съпругата на Маркос да се върне във Филипините ако прати 10 млрд щатски долара. Тя се връща и е съдена за пране на пари и данъчни измами. Същата година тя е арестувана и пусната, а през 1993 г. се мести в Швейцария.
На изборите на 11 май 1992, Фидел Рамос и Джозеф Естрада са избрани за президент и вицепрезидент. През 1993 г. има масов протест на католици поради липсата на адекватен контрол на раждаемостта и епидемия от СПИН. Същата година са издействани закони, които забраняват комунистическата партия. Януари 1994 е върната смъртната присъда за 13 особено тежки престъпления. В периода 1992 – 1999 г. се договарят претенциите между Китай и Филипините за островите Спратли, като част от тях са дадени и на двете държави.
Рамос предлага планът Филипини 2000, който е набор от цели за Филипините до 2000 г.